# Смигель

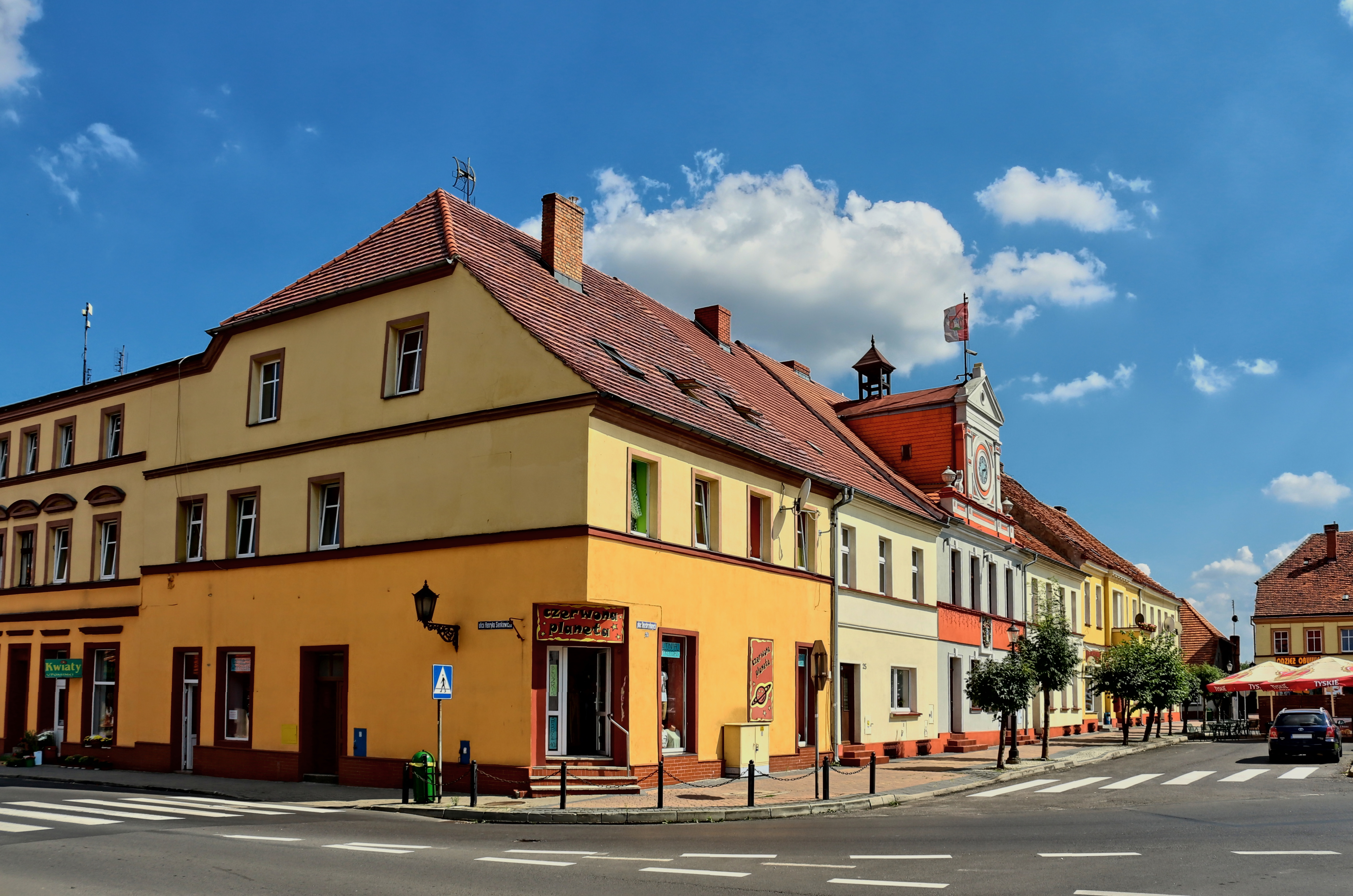

Сми́гель (пол. Śmigiel) или Шмигель (нем. Schmiegel) — город  в Польше, входит в Великопольское воеводство, Косьцянский повят. Имеет статус городско-сельской гмины. Занимает площадь 5,2 км². Население 5420 человек (на 2004 год).

## Персоналии
- Дудич, Андраш — венгерский гуманист, священослужитель, католический епископ книнский и печский, дипломат, писатель, деятель Реформации. Вольнодумец XIV века.

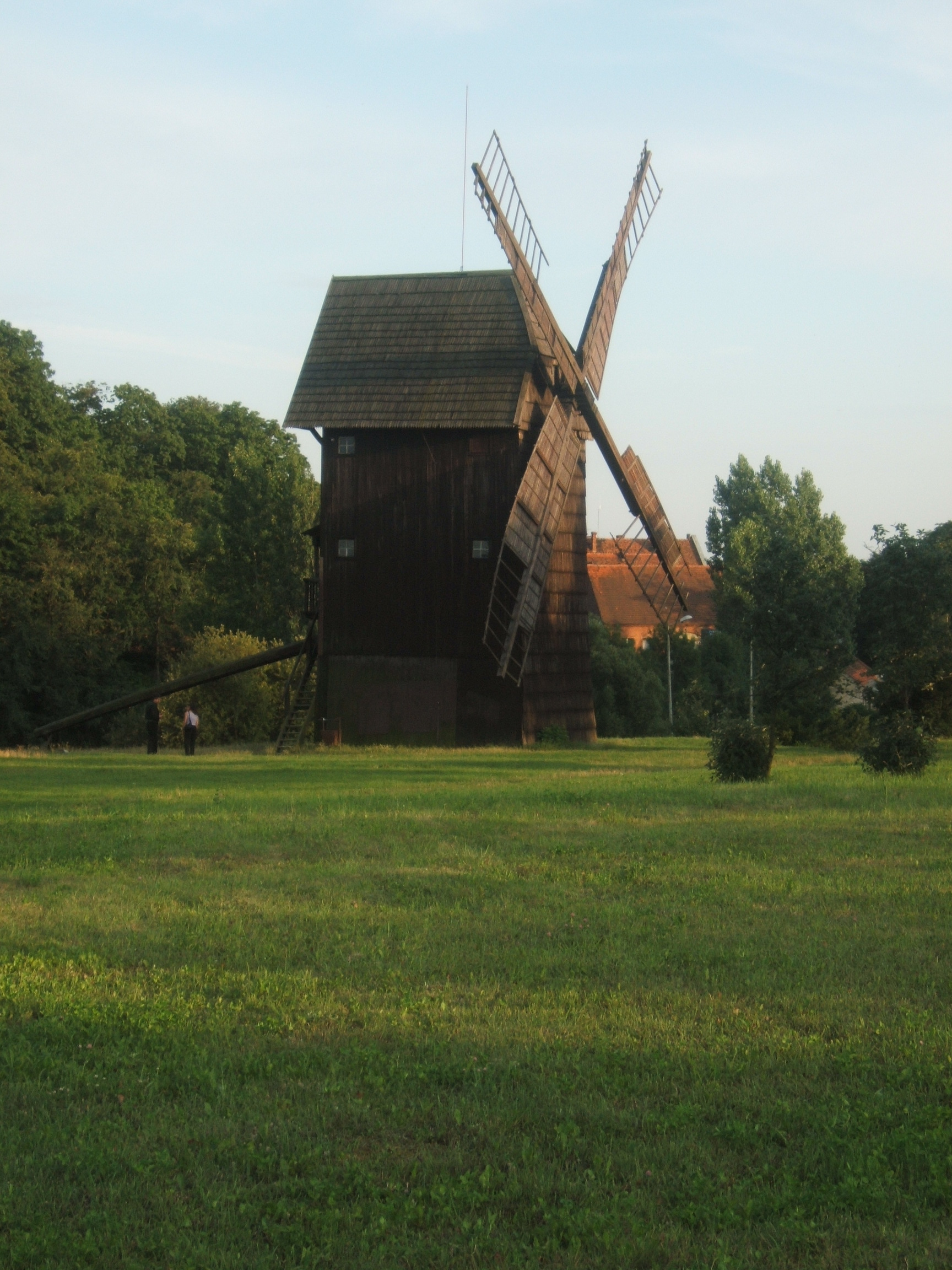
Смигель